# 運命の森 (テレビドラマ)
『運命の森』（うんめいのもり）は、東海テレビ制作・フジテレビ系列で、1994年4月4日 - 7月1日に放送された昼ドラである。全65話。

## 概要
1985年、TBS系で放映された大映テレビドラマ『乳姉妹』とストーリー設定が類似している。

## ストーリー
昭和43年―
藤村みずえのペンネームを持つ童話作家・景子は、厚木島市会議員・北里智久と結婚し、夫の母と三人で幸せに暮らしていた。そんな平和な生活を送っていた景子は、ある日、自宅に訪れた配送業者の男・世良にレイプされてしまうという不幸に遭遇する。 その後、景子の体には妊娠の兆候が見られるが、世良との間に出来てしまった子ではないかという、限りなく可能性の高い疑念に苛まれながらも、その反面、もしかしたら智久との間に授かった子かもしれないと思い込もうとしていた。景子は夫に、行きずりの男にレイプされてしまった事実、そして、もしかしたらお腹の子の父親が智久ではなく、世良かもしれないという悪夢の疑惑を打ち明けられずに居た。
昭和44年―
臨月を迎えた景子は、5月19日、無事に女児を出産する。 だが、出産した子が智久との間に生まれない血液型の子であるという現実を突き付けられた。景子は智久に真実を告げられず、罪悪感で苦悩していた。そして、景子が出産した当日、産院が不慮の火災に見舞われてしまう。 炎に包まれた院内の新生児室に置き去りにされたわが子を助けようと、新生児室に走った景子。だが、何かに憑かれたかの如く火事の混乱に紛れて、智久と同じ血液型で塗装店を営む一家の他所の女児とわが子とを取り替えてしまう。
そして、15年後―
景子が取り替えて育てた娘は北里久美子と名付けられ、何不自由なく育てられ、中学生になっていた。
そんなある日、久美子は同い年のある一人の少女と運命の出逢いをしてしまう。
童謡詩人・金子みすヾや藤村みずえのファンで、川崎市内に住む女子中学生が一目藤村に会いたくて、藤村が暮らす厚木島市を制服姿で一人訪れていた。
久美子はその少女から道を尋ねられ事情を聞くと、その少女に感動し「私のお母さんは藤村みずえ」だという事を告げる。偶然にもその少女は、久美子と生年月日と生まれた産院が同じであったため、二人はすぐに意気投合し、久美子がその少女を北里家に案内する事になった。浅倉五月という名のその少女こそ、15年前に景子が産院で取り替えて手放した実の娘であった…。

## キャスト
- 北里景子：久野綾希子

智久の妻。「藤村みずえ」名義で童話作家としても活躍している。
- 浅倉五月：小林恵（15歳）→中島宏海（25歳）

明るく元気で活発な性格の持ち主で、浅倉展夫・正江夫妻の娘として育つ。
- 北里久美子：高橋千代美（15歳）→奥田佳子（25歳）

裕福な家庭環境で大切に育てられた、いわゆるお嬢様タイプ。明くるく心優しい性格だが、少々我がままでデリケートな部分がある。市会議員を務める北里智久・景子夫妻の一人娘として育つ。
- 北里智久：中原丈雄

景子の夫で市議会議員。
- 北里芙佐恵：風見章子

久美子の祖母。
- 浅倉展夫：及川以造

川崎市内で塗装店を営む職人。久美子の実父。
- 浅倉隆之：浜野忍（17歳）→布川敏和（27歳）

展夫・正江の息子で五月の兄。
- 浅倉正江：石井苗子

明るくサバサバとした性格の平凡な主婦で、隆之・五月の母。久美子の実母。
- 時村慎也: 南条弘二
- 世良：中根徹

五月の実父。
- 井上朱美：日向明子
- 白土葉子：平塚奈々
- 葛城忍：立原麻衣

隆之の幼馴染み。
- 照元直美: 大島蓉子
- 石坂伊津佳
- ナレーター：榊原良子

ほか

## スタッフ
- 演出：西本淳一、久保田延廣
- プロデューサー：鶴啓二郎、西本淳一、浦井孝行
- 脚本：今井詔二
- 音楽：coba
- 技術協力：オーエイギャザリング
- ポスプロ：共同テレビビデオ編集センター
- 美術協力・大道具：ケイエッチケイアート
- 大道具操作：未来企画
- 建具：マエヤマ
- 装飾：山崎美術、タカツメディアサービス
- 生花：和泉園
- 衣裳：東宝コスチューム
- スタジオ：TMC-1
- 制作：東海テレビ、国際放映

## 主題歌
- 『HELLO AGAIN』 歌：小比類巻かほる（徳間ジャパン）